# 博利亞佐比
49°45′50″N 25°40′6″E / 49.76389°N 25.66833°E

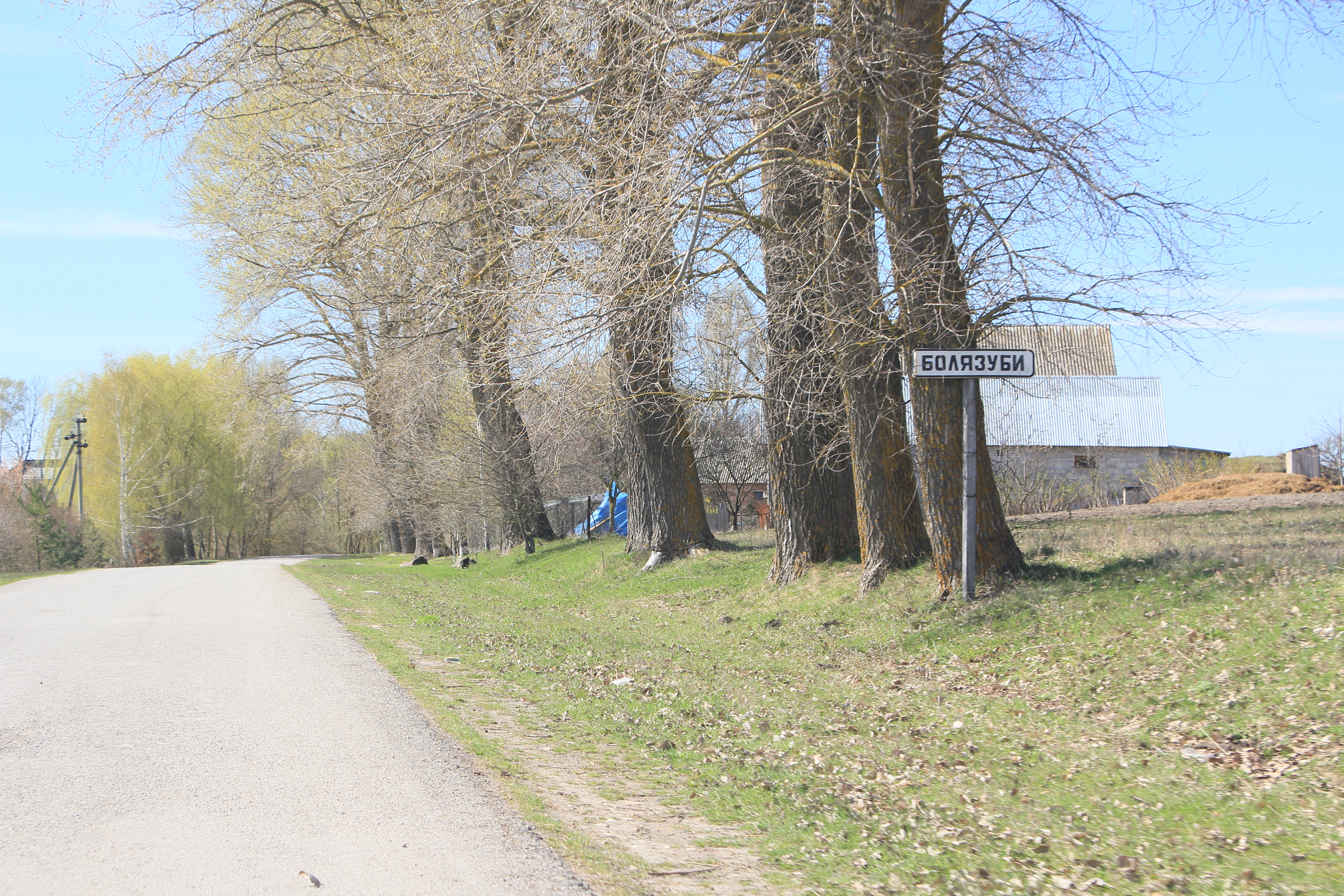

博利亞佐比（烏克蘭語：Болязуби），是烏克蘭的村落，位於該國西部捷爾諾波爾州，由捷尔诺波尔区負責管轄，始建於1583年，面積0.22平方公里，2001年人口480，人口密度每平方公里2,222.2人。